# Natsumi Tsunoda
Natsumi Tsunoda (japonès: 角田 夏実)  (Yachiyo, Chiba, Japó, 6 d'agost de 1992) és una judoka japonesa, que competeix en la categoria de pes extra lleuger (actualment -48kg). Ha participat en 1 Olimpíada, guanyant 2 medalles (1 d'or) en els Jocs Olímpics de París. A més, ha guanyat 4 medalles (3 d'or) en els Campionats del Món i 2 medalles d'or en els Jocs Asiàtics.

## Trajectòria professional
| Jocs Olímpics     | Jocs Olímpics | Jocs Olímpics | Jocs Olímpics |
| Any               | Seu           | Posició       | Prova         |
| ----------------- | ------------- | ------------- | ------------- |
| 2024              | París         | 1             | -48 kg        |
| 2024              | París         | 2             | Equips mixt   |
| Campionat del Món |               |               |               |
| 2017              | Budapest      | 2             | -52 kg        |
| 2021              | Budapest      | 1             | -48 kg        |
| 2022              | Taixkent      | 1             | -48 kg        |
| 2023              | Doha          | 1             | -48 kg        |
| Jocs Asiàtics     |               |               |               |
| 2018              | Jakarta       | 1             | -52 kg        |
| 2023              | Hangzhou      | 1             | -48 kg        |